# 김영희 (1972년)
김영희(1972년 6월 18일 ~ )은 대한민국의 배우다.

### 드라마
- 2012년 MBC 주말 특별기획 드라마 《무신》
- 2013년 MBC 저녁 일일 특별기획 드라마 《구암 허준》
- 2016년 ~ 2017년 KBS2 주말연속극 《월계수 양복점 신사들》
- 2017년 MBC 수목 미니시리즈 《미씽나인》
- 2017년 KBS2 금토 미니시리즈 《최고의 한방》
- 2018년 KBS1 저녁 일일연속극 《내일도 맑음》
- 2019년 KBS2 월화 미니시리즈 《동네변호사 조들호 2: 죄와 벌》
- 2019년 MBC 토요 특별기획 드라마 《황금정원》
- 2019년 JTBC 금토 미니시리즈 《나의 나라》
- 2019년 tvN 주말 미니시리즈 《호텔 델루나》
- 2019년 SBS 금토 미니시리즈 《의사요한》
- 2019년 tvN 주말 미니시리즈 《사랑의 불시착》
- 2019년 KBS2 저녁 일일연속극 《왼손잡이 아내》
- 2019년 ~ 2020년 KBS1 저녁 일일연속극 《꽃길만 걸어요》
- 2019년 ~ 2020년 MBC 토요 특별기획 드라마 《두 번은 없다》
- 2020년 tvN 주말 미니시리즈 《하이바이, 마마!》
- 2020년 tvN 목요 미니시리즈 《슬기로운 의사생활》
- 2020년 KBS1 저녁 일일연속극 《기막힌 유산》
- 2020년 tvN 수목 미니시리즈 《오 마이 베이비》
- 2020년 TV조선 주말 특별기획 드라마 《바람과 구름과 비》
- 2020년 tvN 주말 미니시리즈 《사이코지만 괜찮아》
- 2020년 KBS2 월화 미니시리즈 《좀비탐정》
- 2020년 ~ 2021년 KBS2 저녁 일일연속극 《비밀의 남자》
- 2021년 JTBC 금토 미니시리즈 《괴물》
- 2021년 KBS1 저녁 일일연속극 《속아도 꿈결》
- 2021년 JTBC 금토 미니시리즈 《언더커버》
- 2021년 SBS 월화 미니시리즈 《라켓소년단》
- 2021년 KBS2 주말연속극 《신사와 아가씨》
- 2021년 JTBC 주말 미니시리즈 《구경이》
- 2022년 tvN 주말 미니시리즈 《우리들의 블루스》
- 2022년 SBS 금토 미니시리즈 《소방서 옆 경찰서》
- 2022년 ~ 2023년 SBS 월화 미니시리즈 《트롤리》
- 2022년 ~ 2023년 tvN 주말 미니시리즈 《일타 스캔들》
- 2023년 KBS2 월화 미니시리즈 《오아시스》

### 영화
- 2015년 영화 《미쓰 와이프》 ... 죽은 사람 2 역
- 2016년 영화 《덕혜옹주》 ... 김포공항 궁녀들 역
- 2018년 영화 《엄마의 공책》 ... 요양원 치매 할머니 역
- 2018년 영화 《인어전설》 ... 똥깅이 할망 역
- 2019년 영화 《타짜: 원 아이드 잭》 ... 한무리의 여자들 역
- 2019년 영화 《내 남자친구를 소개합니다》 ... 의사 역
- 2020년 영화 《대전 블루스》 ... 원숙향 역
- 2020년 영화 《개 같은 것들》 ... 아줌마 1 역
- 2021년 영화 《통기타 가수 김진》
- 2021년 영화 《구원》 ... 김 마담 역
- 2021년 영화 《그녀의 S 다이어리》 ... 최 의사 역
- 2022년 영화 《스텔라》 ... 한강 녀 역
- 2022년 영화 《안녕하세요》 ... 환자 1 역